# Sundarbans

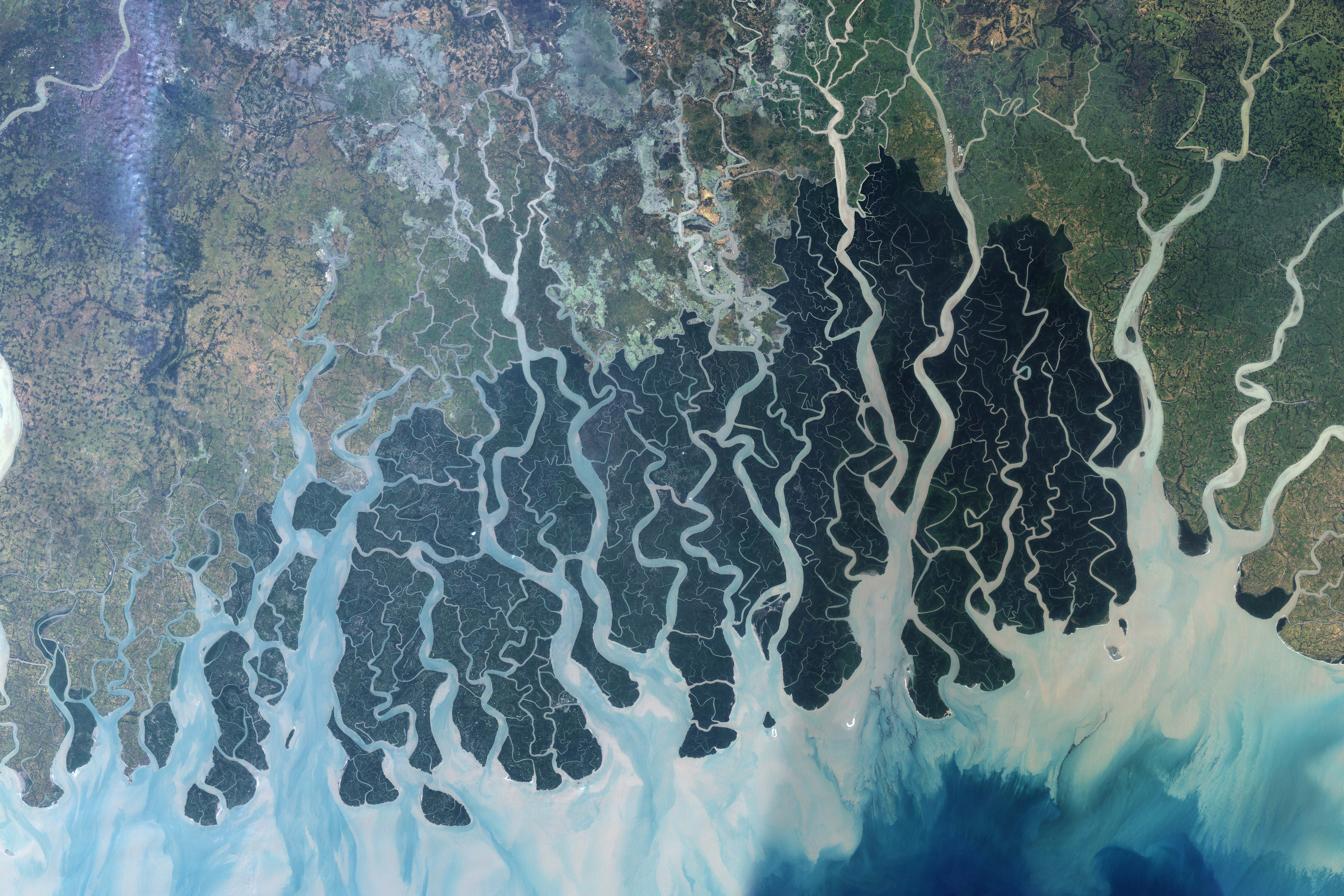
Das Satellitenbild zeigt den Mangrovenwald der Sundarbans tiefgrün. In hellerem Grün erscheinen landwirtschaftliche Flächen.

Karte der Sundarbans

Die Sundarbans (bengalisch সুন্দরবন, sundarban, wörtlich „schöner Wald“) sind die größten Mangrovenwälder der Erde. Sie umfassen ein Gebiet von etwa 10.000 km². Davon liegen etwa 6000 km² in Bangladesch und 4000 km² im indischen Bundesstaat Westbengalen. 
Die Mangrovenwälder stehen in einem tiefgelegenen Mündungs- und Überschwemmungsgebiet von Brahmaputra, Ganges und Meghna, die die Niederschläge von den Südhängen des Himalaya sowie saisonal bedingt große Wassermassen der Monsun-Zone ins Meer abführen. Das artenreiche Ökosystem ist schwer zugänglich und weit verzweigt, weil sich die Flüsse im Gangesdelta in zahlreiche Seiten- und Mündungsarme aufteilen. Der vom Aussterben bedrohte Bengaltiger und der endemische Sundari-Baum sind hier beheimatet.

## Nationalpark und Naturschutzgebiete
Im westlichen, indischen Teil liegt der 1330 km² große Sundarbans-Nationalpark. Dieser wurde am 4. Mai 1984 zum Nationalpark, von der UNESCO 1987 als Weltnaturerbe und 2001 zum Biosphärenreservat erklärt. Am 21. Mai 1992 wurde der „Sundarbans Reserved Forest“ mit einer Fläche von 601.700 ha als erstes Ramsar-Gebiet von Bangladesch ausgewiesen. Dieses erstreckt sich nach Westen bis zur indischen Grenze und nach Osten bis zum Fluss Baleshwar.
Auf der größeren, östlichen Seite in Bangladesch sind 1396,99 km² als drei Wildschutzgebiete geschützt: Westliche Sundarbans (715,02 km²), Östliche Sundarbans (312,26 km²) und Südliche Sundarbans (369,70 km²). Diese drei Schutzgebiete wurden 1977 eingerichtet und 1997 ebenfalls von der UNESCO zum Weltnaturerbe erklärt.

## Ökologie

### Landschaft

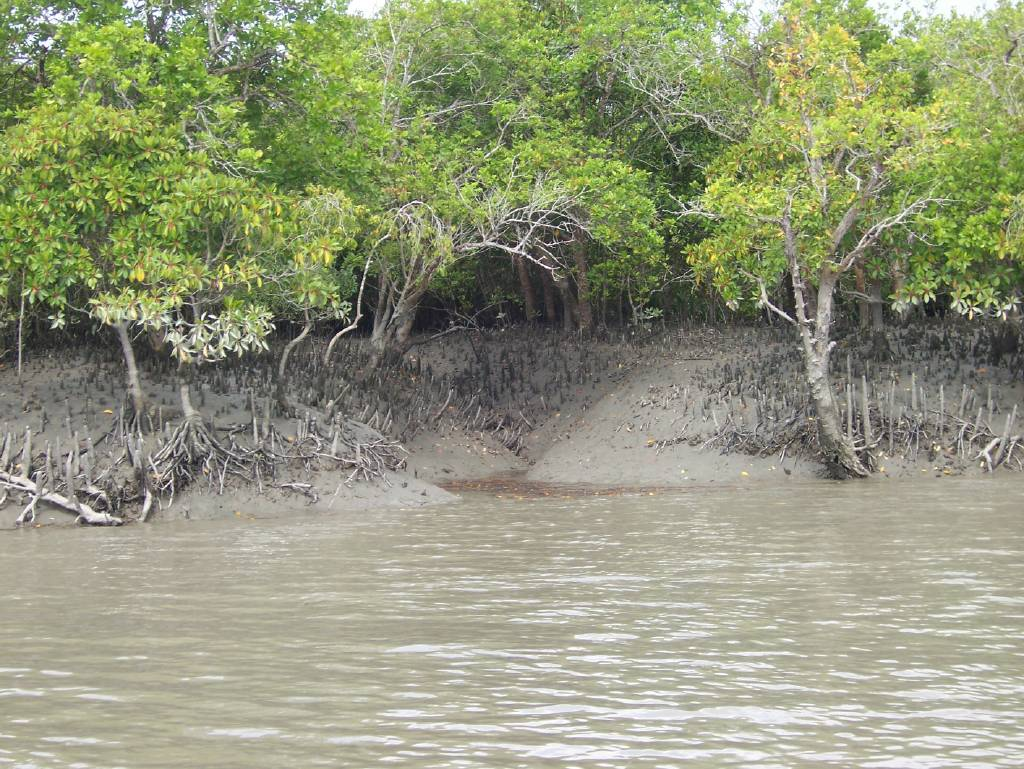
Mangrovenwald in den Sundarbans

Die Sundarbans befinden sich in einem ständigen landschaftlichen Wandel. Insbesondere die südlichen Gebiete unterliegen dem Gezeitenwechsel, der Tier- und Pflanzenbestand hat sich dem Brackwasser angepasst. Fluten spülen Teile der Wälder aus und hinterlassen Feuchtwüstungen, aber auch neue trockenere Gebiete entstehen durch Aufspülung von Sand und Schlamm.
Typisch für die Mangrovenwälder sind die bis zu 40 cm hohen Wurzelsporne, die die im sauerstoffarmen Schlammboden liegenden Wurzeln vieler Baumarten nach oben treiben. Sie bilden einen dichten „Rasen“, der am Boden fast aller Haine zu finden ist und die Fortbewegung erschwert. Während der Überschwemmung liegen sie oft dicht unter der Oberfläche und behindern die Bewegung von Booten.

### Pflanzen
Die Sundarbans bilden für das Binnenland einen natürlichen Schutzwall gegen die regelmäßig von Süden heranziehenden tropischen Zyklone. Hier findet man viele seltene Pflanzen. In den Überschwemmungsgebieten dominieren Mangroven, in den weiter nördlich gelegenen Wäldern gedeihen Bambus-Arten.
Der Zyklon Sidr hat den Mangrovenwald am 15. November 2007 schwer beeinträchtigt. Etwa ein Viertel des Bestandes wurde beschädigt. Auch Klimaveränderungen, der gestiegene Meeresspiegel, zunehmende Versalzung der Süßwassergebiete, Ölverschmutzungen aus dem nahe gelegenen Hafen Mongla sowie illegale Abholzungen gefährden die Existenz der Sundarbans.

### Tierwelt

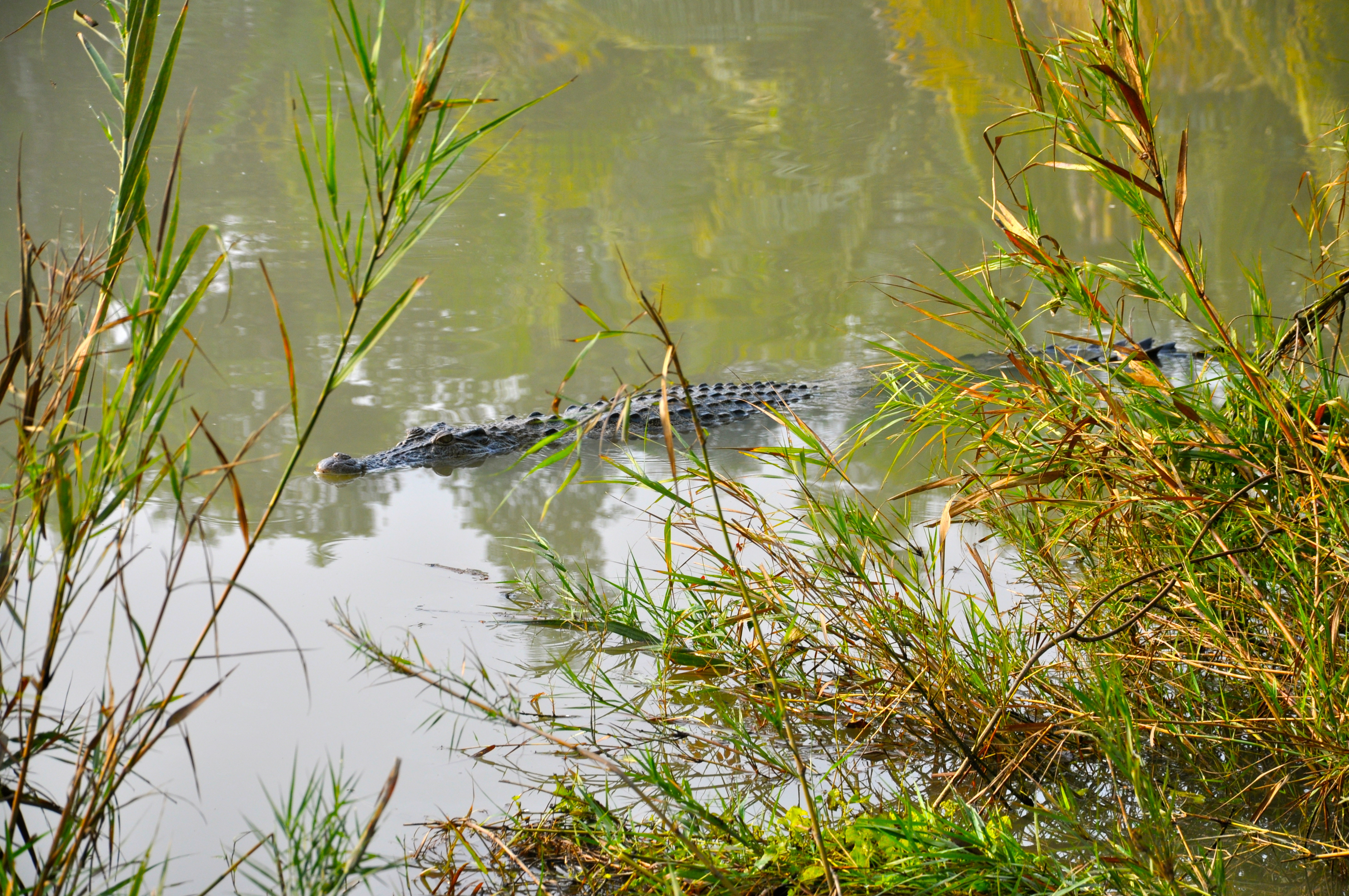
Salzwasserkrokodil in den Sundarbans

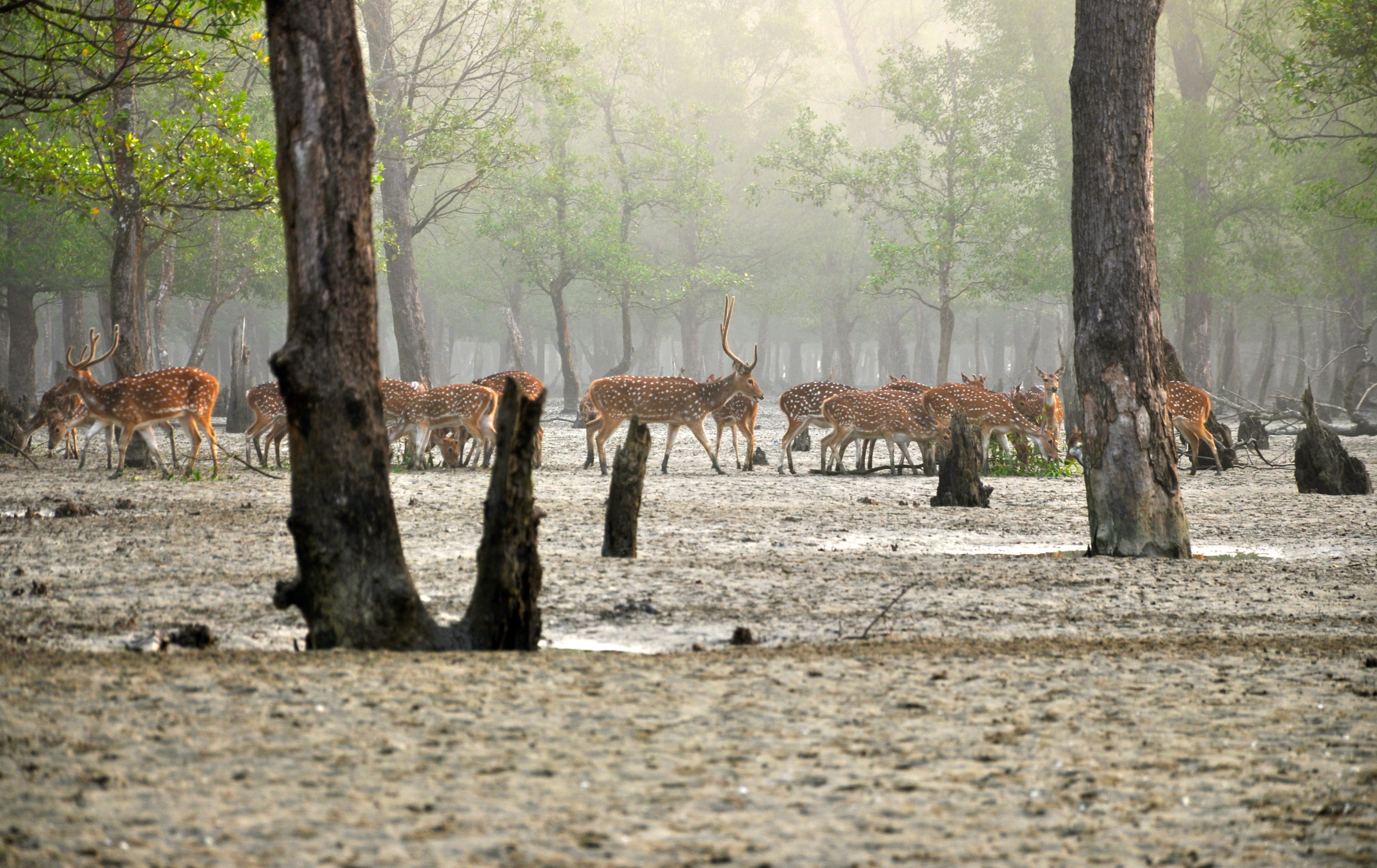
Axishirsche in den Sundarbans

In den Sundarbans sind zahlreiche Vögel, Fische, Krokodile, Pythons, Hirsche und Wildschweine beheimatet. Größere Tierarten wie Nashörner, asiatische Rinder und diverse andere Huftiere wurden bereits in der Kolonialzeit durch Sportjägerei ausgerottet. Heute ist die Jagd streng reglementiert, doch ist Wilderei verbreitet. Die Mangrovenwälder gelten auch als Rückzugsgebiete des bengalischen Tigers, der zu einem Symbol für das allgemeine Aussterben in dieser Region geworden ist.
Der Axishirsch ist eines der letzten größeren Wildtiere der Sundarbans. Er besiedelt von Norden kommend die Mangrovenhaine und ernährt sich in Überschwemmungsgebieten fast ausschließlich von Blättern der Bäume, die er auf den Hinterbeinen stehend auf etwa zwei Meter Höhe abfrisst und die Wälder auf dieser Höhe „durchsichtig“ hält. Er trägt zur Landschaftsgestaltung bei (Megaherbivorenhypothese). Ein Bodenbewuchs durch Gras- und Blattpflanzen, wie er für andere Waldformen typisch ist, steht ihm in den Mangrovenwäldern nicht zur Verfügung.
Neben dem Bengaltiger gibt es in den Sundarbans viele Wildschweine, die sich omnivor (allesfressend) ernähren, Aas annehmen und gelegentlich auch größere Tiere wie den Axishirsch jagen und erbeuten. Echsen sind z. B. mit dem Bindenwaran vertreten, der sehr gut schwimmt und sich in den Wäldern in Gruppen aufhält.
Die Sundarbans scheinen auch Rückzugsgebiet für Restpopulationen des Goliathreihers zu sein. Diese Art hat heute ihren Verbreitungsschwerpunkt in Afrika. In den Sundarbans werden jedoch immer wieder Vertreter dieser Art beobachtet, sodass es hier letzte Bestände zu geben scheint.

## Einfluss des Menschen

### Besiedlung

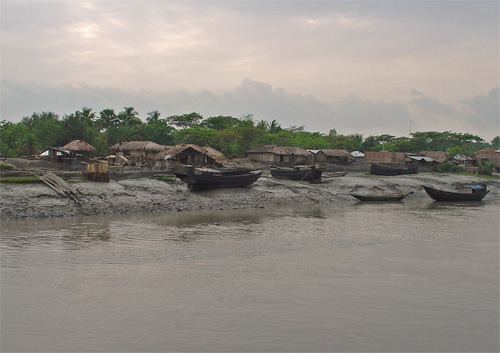
Fischerdorf in den Sundarbans von Bangladesch

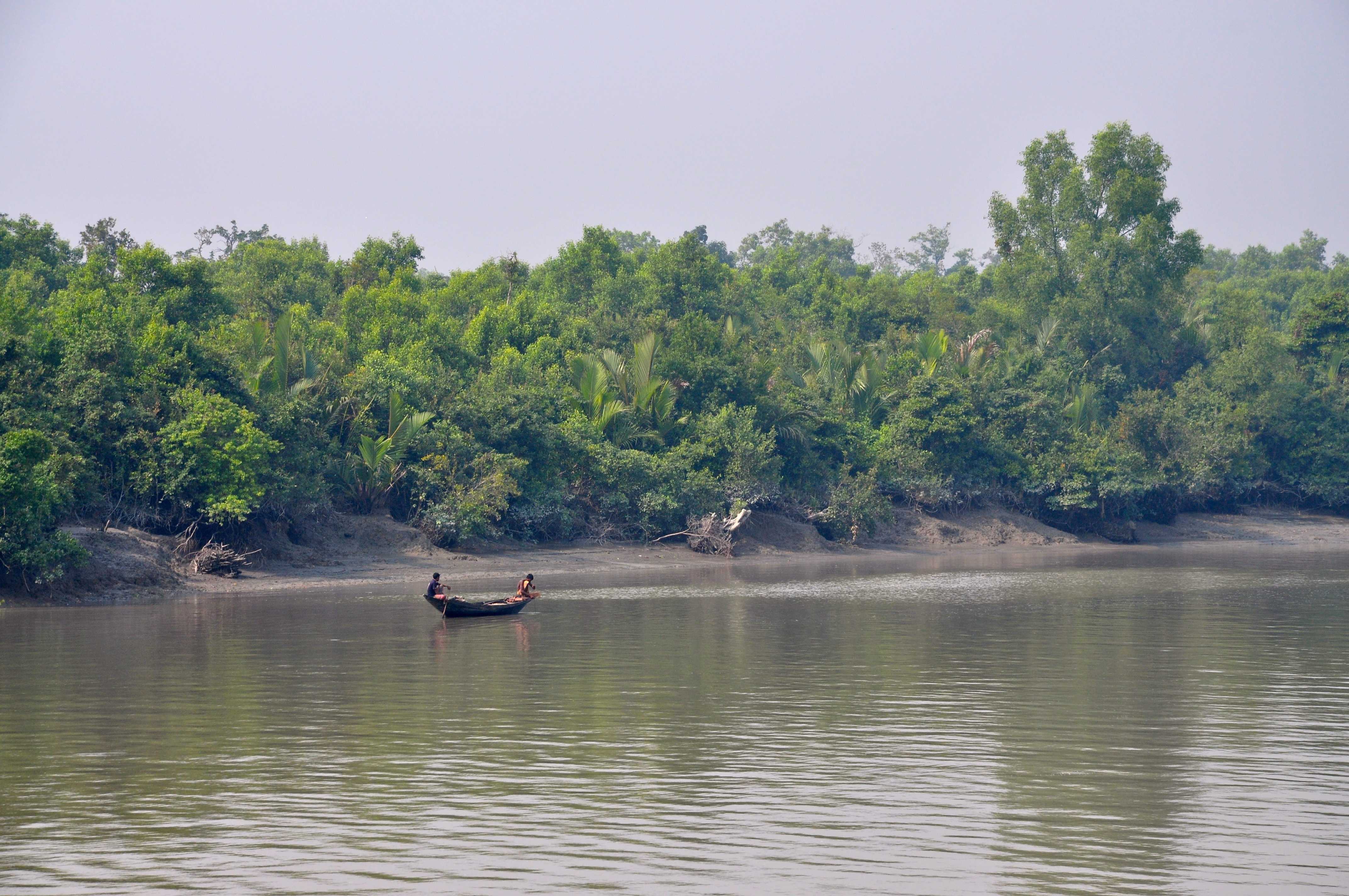
Boot in den Sundarbans

Aufgrund der klimatischen Bedingungen und ständig wechselnder Landschaft sind die Sundarbans für die menschliche Besiedlung sehr unwirtlich und die Bedrohung durch tropische Krankheiten und Parasiten ist hoch. Dennoch gibt es zahlreiche lokale Siedlungen und Dörfer, deren Bewohner sich überwiegend von Fisch- und Garnelenfang sowie vom Sammeln von Honig ernähren. Das Sammeln von Honig ist saisonal auf einige Monate begrenzt und wird auch oft von zugereisten Sammlern betrieben. Der Garnelenfang kann ganzjährig betrieben werden und erfolgt mit Handnetzen.

### Fischfang
Der Fischfang wird nach einer alten Methode mit dressierten Fischottern betrieben, die die Fische aus den überschwemmten Flachgewässern in die Senknetze der Fischer treiben, die sie von den Kanälen aus unter die Wasseroberfläche legen. Diese Netze sind in Rahmen gespannt und werden meist von zwei Personen gelegt und gehoben. Aus ihnen werden dann die größten Exemplare per Hand gesammelt und täglich an Händler weitergegeben, die sie an Handelsplätze transportieren. Diese Methode gilt als ineffektiv, doch sehr umweltverträglich (siehe Dynamitfischerei, Cyanidfischerei). Auch Beifangschäden treten nicht auf.
Fischer und Otter bleiben während der Fischfang-Saison gemeinsam auf den Booten. Die Otter leben in Holzkisten mit den Fischern zusammen, wo auch der Nachwuchs groß gezogen wird. Sie werden während der Jagd angeleint. Bei ihrer Such- und Spieltätigkeit im Flachwasser treffen sie häufig auf ihre eigenen Fressfeinde wie Krokodile und Schlangen und können ins Boot gezogen bzw. vor unkontrolliertem Fluchtverhalten bewahrt werden. Die Leine dient auch dem Zweck, Otter ohne Nachwuchs beim Boot zu halten, da diese Revierbesetzer sind und dazu neigen, an einem Standort zu verweilen, was aber aufgrund der Fischereiarbeit nicht möglich ist. Otter mit Nachwuchs verlassen das Boot nicht.
Außerhalb der Saison verbleiben die Otter in unmittelbarer Nähe der Liegeplätze und pflegen engen Kontakt zu ihren Besitzern, schlafen in den Kisten. Die Dressur erfolgt auf Zurufe und Leinensignale durch Zuwerfen kleinerer Fische nach erwünschtem Verhalten. Erfahrene Otter stellen einen großen Wert für den Fischer dar. Sie sind allerdings überaus agil, behalten einen starken Spieltrieb zeitlebens bei und müssen beschäftigt werden.

### Konflikt mit fleischfressenden Tieren
Trotz sinkendem Großwildbestand haben sich in den Sundarbans zahlreiche große Fleischfresser wie Krokodile, Tiger und Schweine gehalten, die sich unter anderem von Menschenleichen ernähren, die von den Flussbestattungen stammen. In den entlang der zuführenden Ströme liegenden Industriestädten und ihren Elendsvierteln lebt eine große Zahl an Menschen, die nicht die nötigen Mittel für das Holz für Feuerbestattungen ihrer verstorbenen Angehörigen aufbringen können. Die Leichen werden in Tücher, Blumen und Kerzen gehüllt dem Fluss auf die letzte Reise übergeben, sammeln sich aber in den Sundarbans, wo sie von Mikroorganismen zersetzt oder von Wirbellosen oder Wirbeltieren wie Wildschweinen verwertet werden. Über die Zahl der Leichen gibt es unterschiedliche Schätzungen.
Besonders problematisch ist diese Entwicklung, da der Bengaltiger, der in den Sundarbans eines seiner letzten Zufluchtsgebiete hat und sich z. B. von Axishirschen ernährt, nun auch von menschlichen Leichen frisst und auch die dort lebenden Fischer zunehmend als Nahrungsgrundlage entdeckt. Jährlich werden etwa 25 Menschen von Tigern erbeutet und gefressen. Dies trifft insbesondere Sammler von Wildhonig, die zum Schutz vor Tigerangriffen zur lokalen Gottheit Bonbibi beten. Die Tiere sind deshalb gefürchtet und werden selbst bejagt. Über die Gründe, die die Tiger zur Menschenjagd bringen, gab es zudem einige unbewiesene Theorien, darunter der Genuss von Salzwasser.